# Lukino selo
Lukino selo (madžarsko Lukácsfalva, srbsko: Lukino Selo) je naselje blizu mesta Zrenjanina v Srednjebanatskem okraju v AP Vojvodini, v državi Srbiji. Po popisu iz 2002. je bilo 598 prebivalcev (po popisu iz 1991. je bilo 643 prebivalcev). 

## Opis
Lukino selo leži 5 kilometrov od Zrenjanina (od njegovega predmestja Mužlja), v bližini vasi Ečka (2 km), na Belem jezeru, ki pomeni vhod v Carsko baro (madžarsko: Császártó) - zaščiteno območje ob mrtvem rokavu reke Stari Begej. Tam po vrbovih in drugih krošnjah gnezdi veliko vrst ptic; med drugimi so tukaj tudi sive in bele čaplje.

## Demografija
V naselju, katerega izvirno (srbsko-cirilično) ime je Lukino selo, živi 477 polnoletnih prebivalcev, a povprečna starost prebivalstva je 39,4 let (37,3 pri moških in  41,5 pri ženskah). V vasi je  217 gospodinjstev, a povprečno število članov gospodinjstv je 2,76.
Večina prebivalcev so po narodnosti Madžari katoliške vere, po popisu iz leta 2002. V poslednjih treh popisih je opazno upadanje števila prebivalcev. Zaposleni so v bližnjem gospodarstvu Ribnik Ečka na Belem jezeru, hodijo delat v mesto Zrenjanin ali pa pridelujejo prvovrstne povrtnine v toplih gredah, ki jih prodajajo v mesto in tudi drugam. Zanimiva prireditev so Dnevi paradižnika. 
|  |

| Demografija | Demografija     | Demografija     |
| Leto        | Št. prebivalcev | Št. prebivalcev |
| ----------- | --------------- | --------------- |
|             |                 |                 |
|             |                 |                 |
|             |                 |                 |
|             |                 |                 |
| 1948        | 1007            |                 |
| 1953        | 757             |                 |
| 1961        | 876             |                 |
| 1971        | 722             |                 |
| 1981        | 703             |                 |
| 1991        | 643             | 613             |
| 2002        | 620             | 598             |
|             |                 |                 |

| Etnična sestava po popisu iz leta 2002 | Etnična sestava po popisu iz leta 2002 | Etnična sestava po popisu iz leta 2002 | Etnična sestava po popisu iz leta 2002 | Etnična sestava po popisu iz leta 2002 |
| -------------------------------------- | -------------------------------------- | -------------------------------------- | -------------------------------------- | -------------------------------------- |
| Madžari                                | Madžari                                |                                        | 404                                    | 67,55%                                 |
| Srbi                                   | Srbi                                   |                                        | 78                                     | 13,04%                                 |
| Jugoslovani                            | Jugoslovani                            |                                        | 27                                     | 4,51%                                  |
| Romi                                   | Romi                                   |                                        | 21                                     | 3,51%                                  |
| Slovaki                                | Slovaki                                |                                        | 8                                      | 1,33%                                  |
| Črnogorci                              | Črnogorci                              |                                        | 2                                      | 0,33%                                  |
| Hrvati                                 | Hrvati                                 |                                        | 2                                      | 0,33%                                  |
| Romuni                                 | Romuni                                 |                                        | 1                                      | 0,16%                                  |
| Bolgari                                | Bolgari                                |                                        | 1                                      | 0,16%                                  |
| Neznano                                | Neznano                                |                                        | 1                                      | 0,16%                                  |

## Znamenite osebnosti
V Lukinem selu, živi pesnik, pisatelj in predsedujoči Banatskega društva pisateljev (srbsko: Banatsko udruženja književnika) Ivan Danikov; v to vas je prihajal tudi pesnik Sziveri János, sicer rodom iz 5 km oddaljene Mužlje; iz Lukinega sela je bila namreč njegova mati Mária Selymesi. Tu je bil rojen tudi Janika Balázs, znameniti tamburaš in voditelj ansambla.